# Turbocompresor

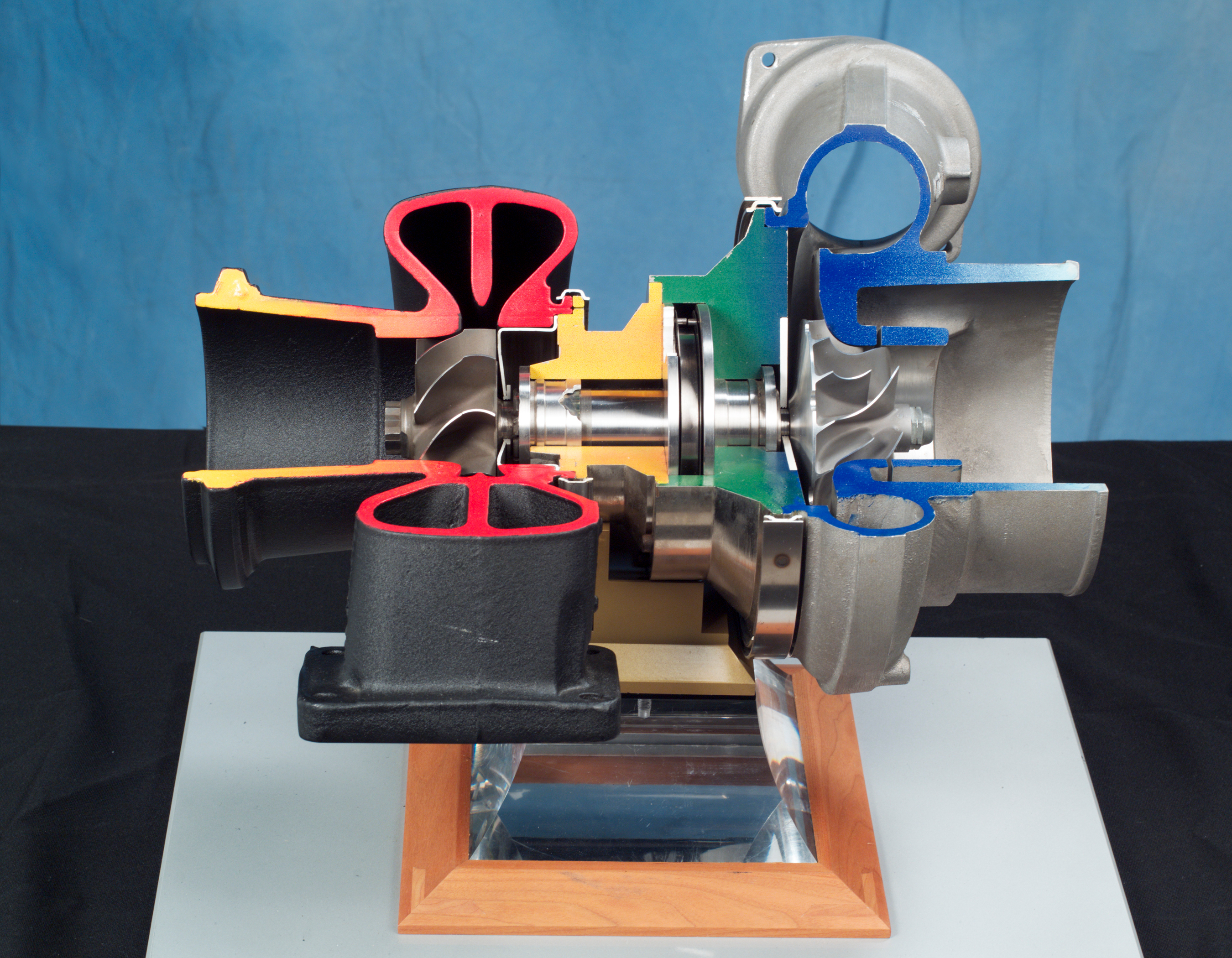
Turbocompresor (corte longitudinal). En rojo, estator de fundición y rotor de la turbina. En azul estator de aluminio y rotor del compresor.

Un turbocompresor o también llamado turbo es un sistema de sobrealimentación que usa una turbina centrífuga para accionar mediante un eje coaxial con ella, una rueda compresora para comprimir gases. Este tipo de sistemas se suele utilizar en motores de combustión interna alternativos, tanto en los motores diésel como gasolina. 
En algunos países, la carga impositiva sobre los automóviles depende de la cilindrada del motor. Como un motor con turbocompresor tiene una mayor potencia máxima que otro de la misma cilindrada, un modelo turboalimentado pagaría menos impuestos que un motor sin turbocompresor de la misma potencia.[cita requerida].

## Cronología
- En 1902, el 17 de diciembre Louis Renault patenta el Turbocompresor.
- En 1936 Cliff Garrett funda The Garrett Corporation en California, Estados Unidos.[1]
- En 1940 la tecnología del turbo es aplicada a instalaciones marinas, industriales y locomotoras.
- En 1953 Caterpillar prueba el primer turboalimentador desarrollado por la compañía Garrett.
- En 1962 el primer automóvil de producción en masa fabricado en EE. UU. en tener un turbocompresor de fábrica (el Oldsmobile Jetfire Turbo Rocket).
- En 1966 se utilizan por primera vez motores turboalimentados en las 500 Millas de Indianápolis.
- En 1977 se utilizan por primera vez motores turboalimentados en la F1, los introducidos por el equipo Renault. La primera victoria de un motor turbo fue dos años después. Fueron prohibidos por el reglamento en 1989 y reintroducidos en 2014.
- Finales de 1977 Saab Automobile presentó el Saab 99. Este modelo supuso una verdadera revolución para la época, convirtiéndose en el primer automóvil de gran producción que utilizaba un turbocompresor.[2]
- En 2003 Ford lanza al mercado el Focus RS naftero con motor turboalimentado. Caterpillar utiliza turbos Garrett en serie, para sus camiones con motores ACERT.[3]

## Funcionamiento
En los motores sobrealimentados mediante este sistema, el turbocompresor consiste en una turbina accionada por los gases de escape del motor de explosión, en cuyo eje se fija un compresor centrífugo que toma el aire a presión atmosférica después de pasar por el filtro de aire y lo comprime para introducirlo en los cilindros a mayor presión que la atmosférica.
Los gases de escape inciden radialmente en la turbina, saliendo axialmente, después de ceder gran parte de su energía interna (mecánica + térmica) a la misma.
El aire entra al compresor axialmente, saliendo radialmente, con el efecto secundario negativo de un aumento de la temperatura más o menos considerable. Este efecto se contrarresta en gran medida con un interenfriador.
Este aumento de la presión consigue introducir en el cilindro una mayor cantidad de oxígeno (masa) que la masa normal que el cilindro aspiraría a presión atmosférica, obteniéndose más par motor en cada carrera útil (carrera de expansión) y por lo tanto más potencia que un motor atmosférico de igual cilindrada, y con un incremento de consumo proporcional al aumento de masa de aire en el motor de gasolina. En los diésel la masa de aire no es proporcional al caudal de combustible, siempre entra aire en exceso al ser por inyección el suministro de combustible al cilindro, por ello es en este tipo de motores en donde se ha encontrado su máxima aplicación (motor turbodiésel).
Los turbocompresores más pequeños y de presión de soplado más baja ejercen una presión máxima de 0,25 bares (3,625 PSI), mientras que los más grandes alcanzan los 1,5 bar (21,75 PSI). En motores de competición se llega a presiones de 3 y 8 bares dependiendo de si el motor es gasolina o diésel.
Como la energía utilizada para comprimir el aire de admisión proviene de los gases de escape, que se desecharía en un motor atmosférico, no resta potencia al motor cuando el turbocompresor está trabajando, tampoco provoca pérdidas fuera del rango de trabajo del turbo, a diferencia de otros compresores de admisión, como los sistemas con compresor mecánico (volumétrico), en donde el compresor es accionado por una polea conectada al cigüeñal.

## Funcionamiento en distintos tipos de motores

### Diésel

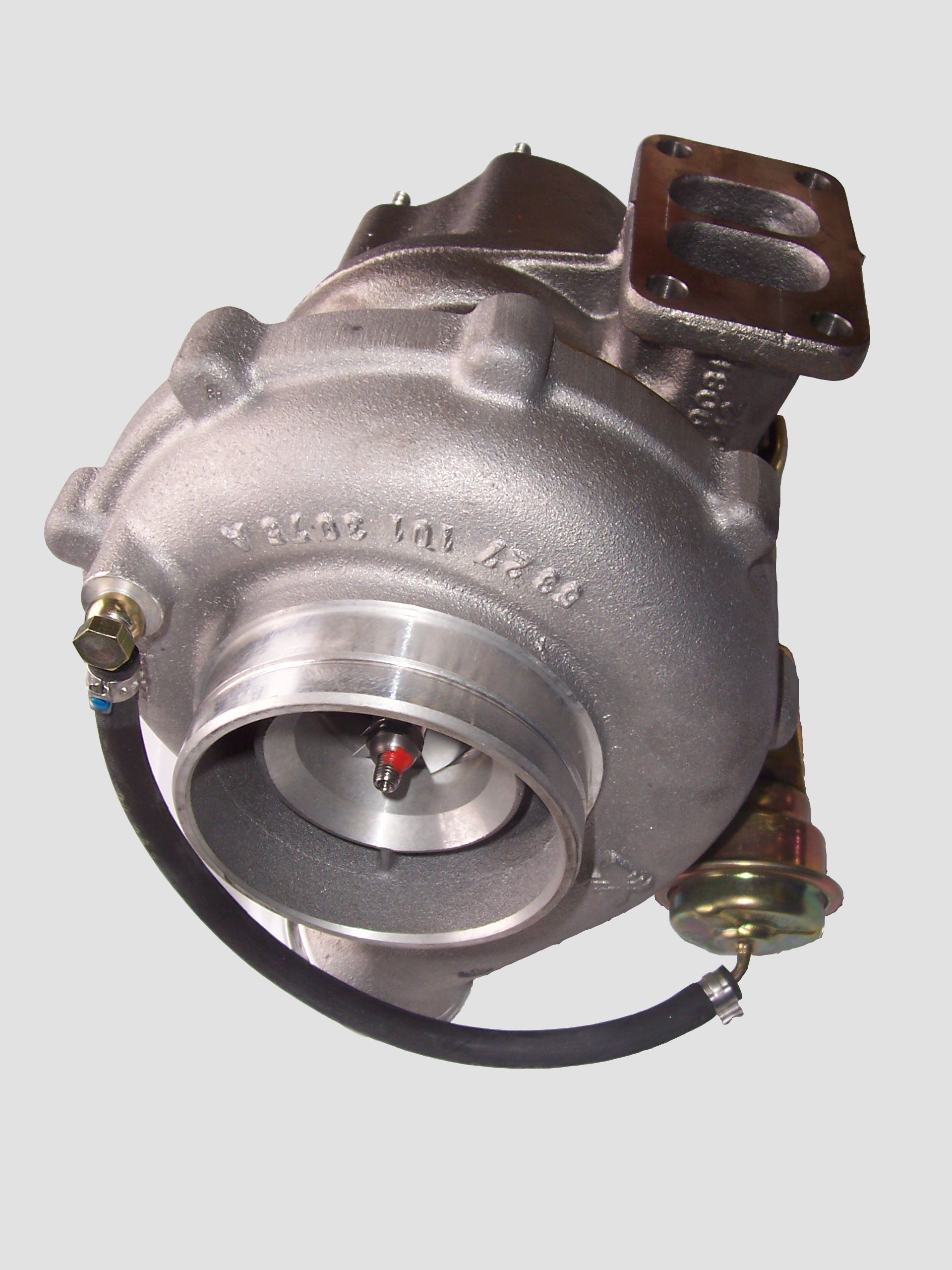
Lado compresor, con entrada de aire por el lado de baja presión y conexión de alta presión a la membrana de la "Waste-Gate".

En los motores diésel el turbocompresor está más difundido debido a que un motor diésel trabaja con exceso de aire al no haber mariposa, por una parte; esto significa que a igual cilindrada unitaria e igual régimen motor (3000 rpm a 6000 rpm) entra mucho más aire en un cilindro diésel.
Por otra parte, y esto es lo más importante, las presiones alcanzadas al final de la carrera de compresión y sobre todo durante la carrera de trabajo son mucho mayores (40 a 80 bares) que en el motor de ciclo Otto (motor de gasolina) (15-25 bares). Esta alta presión, necesaria para alcanzar la alta temperatura requerida para la auto-inflamación o auto-ignición del gasóleo, es el origen de que la fuerza de los gases de escape, a igual régimen, cilindrada unitaria y carga requerida al motor sea mucho mayor en el diésel que en la gasolina.

### Gasolina
En épocas recientes la sobrealimentación en motores a gasolina se ha visto más difundida como una técnica para sacar provecho de los motores de baja cilindrada. Esto con el fin de no mermar el desempeño a raíz de las exigencias de consumos más reducidos. Casi siempre es similar el funcionamiento que en los motores diésel, sin embargo aquí la sobrealimentación juega un papel muy importante debido a que debe ser realizada de manera precisa con cantidades exactas con márgenes de error de +/- 0.50 cm/3, en este caso al haber una mariposa en el múltiple de admisión de aire, se debe regular la proporción de aire y combustible en el sistema de inyección, así como calcular el valor de la relación de compresión con el fin de maximizar el desempeño y mejorar el consumo. Indirectamente estos motores pueden funcionar a mayor altitud sin tener una merma significativa de potencia.
Asimismo se requiere calibrar el momento de la actuación del turbocompresor debido al retardo de este mismo (turbo-lag). Generalmente esto se da porque la actuación del mismo depende de la velocidad a la que se expulsan los gases de escape, los cuales a su vez dependen de las RPM del mismo motor, casi siempre el mismo tendrá un desempeño óptimo en regímenes de rango medio (de 3000 a 5000 rpm), a su vez también esto depende de la presión de soplado del mismo, que en automóviles comunes casi siempre es calibrada en unos pocos bares o psi, mientras que en vehículos de competencia siempre dependerán de más PSI o Bares debido a las exigencias mayores las cuales pueden variar. Por ejemplo, los vehículos de rally en ocasiones deben depender de placas restrictoras en el mismo turbo para mantener una cifra de potencia pareja, además de mecanismos especiales que mantengan el mismo girando a tope sin importar el ralentí o la carrera del acelerador, con el fin de que se tenga la potencia necesaria tanto en HP, como en Torque (par) lo cual a su vez causa esas llamativas llamaradas y explosiones de los mismos vehículos así como su tono característico de motor.
Su funcionamiento se percibe con un silbido agudo que indica que la misma parte principal está girando de acuerdo a la velocidad de los gases de escape, a su vez en algunos motores al dejar de acelerar se puede distinguir un siseo similar al de los frenos de aire de un camión, indicación de que el turbo vuelve a un giro lento acorde al ralentí del motor.
Entre las primeras marcas que implementaron turbocompresores en motores de reducida cilindrada de manera más frecuente al principio del siglo XXI fueron las pertenecientes al Grupo Volkswagen posteriormente desarrollaron sistemas que implementarían la combinación de la carga estratificada de combustible y a su vez una combinación de turbocompresor y supercargador que permite obtener una potencia relativamente alta sin sacrificar el consumo de combustible, pues el segundo puede funcionar al principio ya que se impulsa por el mismo motor. 
Posteriormente, más marcas automotrices se sumaron al concepto, entre ellas Ford, quienes desarrollaron para la mayoría de sus motores tanto grandes como pequeños y en casi todos sus modelos los llamados Motores Ecoboost esto con el mismo fin de obtener más potencia sin gastar más combustible del necesario a la vez que se reducen las emisiones.

## Interenfriador
El aire, al ser comprimido, se calienta y pierde densidad; es decir, en un mismo volumen tenemos menos masa de aire, por lo que es capaz de quemar menos combustible y, en consecuencia, se genera menos potencia. Además, al aumentar la temperatura de admisión aumenta el peligro de detonación, picado, o autoencendido y se reduce la vida útil de muchos componentes por exceso de temperatura, y sobreesfuerzos del grupo térmico.
Para disminuir esta problemática se interpone entre el turbocompresor y la admisión un "intercambiador de calor" o "interenfriador". Este sistema reduce la temperatura del aire, con lo que se aumenta la densidad de este, que se introduce en la cámara de combustión.
En el lado negativo, los intercambiadores de calor provocan una caída de presión, por lo que se disminuye la densidad del aire, aunque en muchos casos es necesario instalar uno para evitar la detonación o autoignición.
- Existen tres tipos de interenfriadores:

1. Aire/aire: en estos el aire comprimido intercambia su calor con aire externo.
2. Aire/agua: el aire comprimido intercambia su calor con un líquido que puede ser refrigerado por un radiador o, en algunas aplicaciones, con hielo en un depósito ubicado en el interior del coche.
3. Criogénicos: se enfría la mezcla mediante la evaporación de un gas sobre un intercambiador aire/aire.

## Tiempo de respuesta del turbo (turbolag)
Los motores provistos de turbocompresor padecen de una demora del tiempo de respuesta del turbo (conocido como "turbolag" coloquialmente) mayor en la disposición de la potencia del 50% que los motores atmosféricos (NA-Naturally Aspirated o Aspiración Natural) o con compresor mecánico, debido a que el rendimiento del turbocompresor depende de la presión ejercida por este. En esta demora influyen la inercia del grupo (su diámetro y peso) y el volumen del colector entre la turbina y la salida de los gases de escape del cilindro.
Un turbocargador no funciona de igual manera en los distintos regímenes de motor. A bajas revoluciones, el turbocargador no ejerce presión ya que la escasa cantidad de gases no empuja con suficiente fuerza como para generar una cantidad de inercia considerable que se considere como respuesta de turbocarga. Un turbocompresor más pequeño evita la demora en la respuesta, pero ejerce menos fuerza a altas revoluciones. Distintos fabricantes de motores han diseñado soluciones a este problema.
- Un "twin turbo": es un sistema con dos turbocargadores de distinto tamaño. A bajas revoluciones funciona solamente el pequeño, debido a su respuesta más rápida, y el grande funciona únicamente a altas revoluciones, ya que ejerce mayor presión.
- Un "biturbo en paralelo": es un sistema con dos turbocargadores pequeños de idéntico tamaño. Al ser más pequeños como si fuera un turbocargador único, tienen una menor inercia rotacional, por lo que empiezan a generar presión a revoluciones más bajas y se disminuye la demora de respuesta.
- Un "turbocargador asimétrico" consiste en poner un solo turbocargador pequeño en una bancada (la delantera en el motor V6 colocado transversalmente) dejando la otra libre. La idea no es conseguir una gran potencia, sino que la respuesta sea rápida. Este sistema fue inventado por el fabricante sueco Saab y utilizado en el Saab 9-5 V6.
- Un "biturbo secuencial": se compone de dos turbocargadores idénticos. Cuando hay poco volumen de gases de escape se envía todo este volumen a un turbocompresor, y cuando este volumen aumenta, se reparte entre los dos turbocargadores para lograr una mayor potencia y un menor tiempo de respuesta. Este sistema es utilizado en el motor Wankel del Mazda RX-7.
- Un "turbocargador de geometría variable" (VTG): consiste en un turbocompresor que tiene un mecanismo de "aletas" llamadas álabes móviles que se abren y cierran haciendo variar la velocidad de los gases de escape al entrar en la turbina. A menor caudal de gases de escape (bajas revoluciones) se cierra el paso entre los álabes provocando que los gases aumenten la velocidad al entrar en la turbina; a mayor caudal (altas revoluciones) necesitamos más paso y estos se abren. Esto nos permite tener una presión de trabajo muy lineal en todo el régimen de trabajo del turbocargador. En motores diésel es muy común pero en motores de gasolina solo Porsche ha desarrollado un turbo que soporta más de 1000 °C en el modelo Porsche 911 turbo (2007).

También Mazda, tiene un prototipo de turbo eléctrico. El sistema eléctrico del coche no puede dar suficiente caudal para el motor a altas revoluciones, pero sí a bajas; así ambos se complementan. Con baja carga y revoluciones, la ayuda eléctrica permite un rápido aumento de presión y después la turbina puede suministrar toda la potencia para comprimir el aire. Este sistema ahorra mucha más energía que combinándolo con un compresor mecánico movido por el motor.
Fiat Auto, S.P.A., anteriormente, Fiat Group Automobiles (FGA) creó y desarrolló el sistema turbo + compresor mecánico durante la década de 1980. El vehículo en el cual se desarrolló y se implantó fue en el Lancia Delta (MKI), fabricado entre los años 1985 y 1990. Alcanzando su máximo exponencial y desarrollo en el Lancia Delta Integrale WRC.

### Overboost
Se conoce como Overboost el periodo durante el cual el sistema produce a plena carga una presión de sobrealimentación mayor a la normal, con objetivo de aumentar el par motor. 
Actualmente este sistema, con el control electrónico adecuado, puede tener en cuenta diferentes aplicaciones.

## Evolución del turbocompresor
La filosofía de aplicación de los turbocompresores ha ido cambiando: desde priorizar la potencia a altas revoluciones a priorizar que el coche responda bien en todo el régimen de giro de uso.
La válvula llamada waste-gate evita presiones excesivas que dañen el motor. La waste-gate o válvula de descarga es la que regula que cantidad de gases de escape que se fugan del caracol de escape del turbo directamente hacia el escape del vehículo mediante la apertura de la válvula, de esa forma a más gases fugados menos presión de turbo, con la válvula cerrada se alcanza la máxima presión del turbo al pasar todos los gases de escape por el caracol.
La válvula de descarga (también llamada «dump valve» o «blow off» en inglés) abre una fuga en el conducto de admisión cuando se deja de acelerar para que la presión generada por la enorme inercia del turbo no sature estos conductos, evitando al mismo tiempo la brusca desaceleración de la turbina, alargando su vida útil.
En la actualidad contamos con varios sistemas de sobrealimentación. 
- Sistemas monoturbo con geometría fija, sistemas monoturbo con geometría variable (gestión mediante un actuador por vacío o electrónico).
- Sistemas biturbo, secuencial (uno grande y otro pequeño).
- Sistemas biturbo en paralelo (ambos del mismo tamaño).
- Sistemas triturbo, con diferentes configuraciones.

Motores Audi 3.0 TDI y BMW 3.0 diésel.
- Sistemas tetraturbo. Actualmente lo monta BMW en sus modelos M50D 3000 cc diésel con 400 CV.

También cabe destacar el sistema de turbo híbrido para aumentar la potencia del vehículo sin necesidad de hacer adaptaciones. Estos son turbos mejorados internamente sobre la carcasa original para conseguir mejor rendimiento que el turbo original. Es un producto patentado por ATC en España desde el año 2015 y está disponible para prácticamente todos los vehículos con motor sobrealimentado.

## Refrigeración
Normalmente el turbocompresor suele estar refrigerado con un sistema propio por aceite que circula mientras el motor está en marcha. Si se apaga bruscamente el motor después de un uso intensivo y el turbocompresor está muy caliente, el aceite que refrigera los cojinetes del turbocompresor se queda estancado y su temperatura aumenta, con lo que se puede empezar a carbonizar, disminuyendo su capacidad lubricante y acortando la vida útil del turbocompresor.
El turbo timer es un sistema que mantiene circulando el aceite en el turbocompresor durante un lapso de tiempo después del apagado del motor. Algunos modelos funcionan con sensores que detectan la intensidad en el uso del turbocompresor para permitir la lubricación forzada del mismo por un tiempo prudencial después del apagado del motor.

## Ventajas de usar un turbocompresor
- Permite aumentar el 50 % la potencia de un motor, sin la necesidad de hacer mayores cambios.
- Contribuye a la recuperación de energía, ya que usa como medio propulsor los gases de escape del motor.
- Añade poco volumen y peso al motor, lo que permite encajarlo en un vehículo existente sin grandes modificaciones externas.
- Debido a que depende de la presión entre los gases de escape y el medio ambiente se auto-ajusta a cualquier altitud sobre el nivel del mar.
- Permite reducir el consumo de combustible empleado (esto obteniendo más energía por litro de combustible).